# Sympiesis yuekseli
Sympiesis yuekseli är en stekelart som beskrevs av Miktat Doganlar 1979. Sympiesis yuekseli ingår i släktet Sympiesis och familjen finglanssteklar. Inga underarter finns listade i Catalogue of Life.